# Ölvesvatn
Ölvesvatn är en sjö på Island. Dess yta är 2,7 km2.